# Cnemaspis nairi
Cnemaspis nairi este o specie de șopârle din genul Cnemaspis, familia Gekkonidae, descrisă de Inger, Marx și Koshy 1984. Conform Catalogue of Life specia Cnemaspis nairi nu are subspecii cunoscute.